# Juan Alberto de Burgos
Juan Alberto de Burgos, nombre artístico de Juan Alberto de Burgos García, es un actor, guionista y director de cine y teatro. Hijo de emigrantes andaluces, nació el 8 de noviembre de 1971 en Fort Worth (Texas, EE. UU.) Creció entre Fort Worth, El Cairo, Caracas, Santa Cruz de Tenerife y Sevilla. Actualmente tiene fijada su residencia en Madrid. 
Es licenciado en Arte Dramático por la E.S.A.D. de Sevilla y diplomado en Dirección cinematográfica por el TAI de Madrid. Ha ampliado su formación actoral con José Carlos Plaza, Fernando Piernas y en el estudio de Juan Carlos Corazza; y como escritor dramático con Antonio Onetti, Paloma Pedrero y Pedro Loeb.
Rostro popular en Andalucía tras haber protagonizado las series Corta el rollo, Rocío casi madre, Ponme una nube, Rocío y el especial de Nochebuena de 2008 de Canal Sur. A nivel nacional es conocido por su papel en la película La fiesta y por haber protagonizado la serie Ascensores de Paramount Comedy. Ha hecho personajes episódicos en algunas de las series más conocidas del país (Cuéntame, Hospital Central, La familia Mata, La que se avecina…) y en cine ha actuado bajo las órdenes de Fernando León de Aranoa o Michael Radford y ha actuado en más de 70 cortometrajes. 
Ha producido, dirigido y escrito el largometraje Me estoy quitando y siete cortometrajes por los que ha recibido numerosos premios: 
- Papá, mamá y yo
- De camellos y profetas
- Cinco
- No tienes ni idea de colores
- Mi jaca (galopa y corta el viento)
- Forguetina
- This isn’t what it looks like.

En teatro, entre otras, ha actuado en Descomunicados, dirigida por Iván Valdelvira; y en Romeo x Julieta del Centro Andaluz de Teatro, dirigida por Emilio Hernández. 
Actualmente se encuentra representando en Madrid su primera obra de teatro como productor, autor, director y actor: El camello de Al salir de clase.
- Datos: Q5947058